# Middleton-in-Teesdale
Middleton-in-Teesdale is een civil parish in het bestuurlijke gebied Teesdale, in het Engelse graafschap Durham.